# Arlequin (Picasso, 1917)
Pour les articles homonymes, voir Arlequin (homonymie).
Arlequin est un tableau réalisé par le peintre espagnol Pablo Picasso en 1917. Cette huile sur toile est le portrait d'un arlequin dont le modèle est Léonide Massine. Elle est conservée au Musée Picasso, à Barcelone.

## Expositions
- Apollinaire, le regard du poète, musée de l'Orangerie, Paris, 2016 — n°199.